# Norwalk (Ohio)
Norwalk település az Amerikai Egyesült Államok Ohio államában, Huron megyében, melynek megyeszékhelye is. Lakosainak száma 17 068 fő (2020. április 1.).

## Népesség
A település népességének változása:

| 2010 | 17 012 |
| 2020 | 17 068 |